# Пурань (Телеорман)
Пурань, Пурані (рум. Purani) — село у повіті Телеорман в Румунії. Адміністративний центр комуни Пурань.
Село розташоване на відстані 54 км на захід від Бухареста, 44 км на північ від Александрії, 128 км на схід від Крайови, 144 км на південь від Брашова.

## Населення
За даними перепису населення 2002 року у селі проживали 802 особи, з них 799 осіб (99,6%) румунів. Усі жителі села рідною мовою назвали румунську.